# 大阪外国語・ホテル・エアライン専門学校
大阪外国語・ホテル・エアライン専門学校（おおさかがいこくご・ほてる・えあらいんせんもんがっこう）は、大阪府大阪市西区にある専門学校。2018年（平成30年）に開校、学校法人ホスピタリティ学園が運営する。

## 学科
- ホテル・エアライン学科
  - ホテル科
  - エアライン科
- 外国語学科
  - 英語科
  - 韓国語科

## 所在地情報
- 所在地 - 〒550-0002 大阪市西区江戸堀二丁目1‐25
- 交通 - 大阪メトロ四つ橋線肥後橋駅下車 徒歩8分